# Kelen József (orvos)
Kelen József (született Brocken József, Domony (Pest megye), 1834. szeptember 14. – Budapest, 1897. augusztus 25.) orvosdoktor.

## Életpályája
Domonyban született, hol apja Brocken József ágostai evangélikus lelkész volt; gimnáziumi tanulmányait Aszódon, Selmecen és Pesten végezte. 1851-ben a pesti egyetem orvosi tanfolyamára iratkozott be; öt év mulva, miközben tanulmányai mellett kisebb tanulók tanításával is sokat foglalkozott, 1857 elején orvosdoktorrá avatták. Ekkor további kiképeztetése céljábó a bécsi egyetemre ment, hol Mojsisovics sebészi osztályán mint kórházi gyakornok az év október haváig időzött; itt szerezte meg egyúttal sebészdoktori és szülészmesteri oklevelét. 1857 októberének végén Sina Simon báró simontornyai uradalmában lett orvos. 1869 elején mint családi orvos a Dőry családtól kapott meghívást Zombára; 1865–1871 között uradalmi orvos volt Tamásiban herceg Esterházy Pál ozorai uradalmában; 1871-ben a duna-drávai vasút főorvosává nevezték ki, Pestre tette át lakását és szervezte azon vasút egészségügyi szolgálatát. 1873-ban Budapest VIII. belső kerületének főorvosává választatott meg. Tudománya és szeretetreméltósága által sok tisztelőt és barátot szerzett és ez több tiszteletbeli állásra emelte. Meghalt 1897. augusztus 25-én, Budapesten. Halála okául végzetes tévedést emlegetnek. Az utóbbi időben a sok munkától kifáradva, nagyfokú izgatottság tört ki rajta. Hogy e baján segítsen, morfium-injekciókat használt. 1895. augusztus 24-én is ilyen injekciót adott magának, de erős oldatú morfiummal. Ez okozta halálát. Az eset előzményeiről a következőket írták a hírlapok: Kelen hosszabb ideig kezelte Istóczy Győző volt országgyűlési képviselő fiát, Imrét. De a fiú meghalt és ekkor az Istóczy-család azzal vádolta Kelent, hogy az ő tudatlansága ölte meg a fiút. A gyászjelentésben is kiírták, hogy a beteget Kelen József VIII. kerületi orvos kezelte. Ez az eset törte meg őt.
A hatvanas években Brocken, később Kelen név alatt (1864-ben változtatta meg családi nevét) gyakorlati irányú, majd a hazai közegészségügy fejlesztését tárgyaló cikkeket írt a Gyógyászat és az Orvosi Hetilap számára, természettudományiakat a Vasárnapi Ujságba (1871.), a Jogtudományi Közlönybe (1870. Észrevételek az állatorvosi közegek országos szervezéséhez). Mikor Széll Lajos 1875. január 1-én a Közegészségi Lapokat megindította, ezen lapnak és folytatásának, a Házi Orvosnak fennállásukig 1874 végéig főmunkatársa volt.

## Munkája
- A testgyakorlat kézikönyve. Tartalmazva: A tanodai, tornaegyleti, házi, hadászi és női testgyakorlást, valamint az uszás, vívás s egyéb a tornászat körébe vágó gyakorlások elemeit is. A legjobb külföldi művek nyomán. (Pest, 1871. (67 szövegbe nyomott ábrával.)

Szerkesztette az Egészségi és életmentési Tanácsadót, az egészség fenntartására szolgáló családi havi folyóiratot 1875. október 2-tól 1876 szeptemberig és Közegészség c. a Dárday Sándor Közigazgatás c. lapjának havi mellékletét 1879. áprilistól novemberig, összesen hét számot Budapesten.